# Christopher Krabath
Christopher Krabath (1991) è un ex sciatore alpino austriaco.

## Biografia
Attivo in gare FIS dal dicembre del 2006, Krabath in carriera non debuttò in Coppa Europa o Coppa del Mondo né prese parte a rassegne olimpiche o iridate; si ritirò al termine della stagione 2008-2009 e la sua ultima gara fu il supergigante dei Campionati austriaci 2009, disputato il 23 marzo a Saalbach-Hinterglemm e non completato da Krabath.

## Palmarès

### Campionati austriaci
- 1 medaglia:
  - 1 bronzo (combinata nel 2008)